# Zelënye volny
Zelënye volny (in russo Зелёные волны?) è un singolo della cantante russa Zivert, pubblicato il 14 maggio 2018 come secondo estratto dal primo EP Sijaj.

## Video musicale
Il video, reso disponibile il 24 ottobre 2018, richiama l'estetica degli anni ottanta.

## Tracce
Testi e musiche di Arkadij Katkov e Bogdan Leonovič.
Streaming – Kochnev Remix
1. Zelënye volny (Kochnev Remix) – 3:50

Streaming – DJ Amor Remix
1. Zelënye volny (DJ Amor Remix) – 4:35

Download digitale, streaming – Remix Collection EP
1. Zelënye volny (DJ Amor Remix) – 4:35
2. Zelënye volny (DJ Nejtrino & DJ Baur Remix) – 3:14
3. Zelënye volny (El Pro & Texas Remix) – 3:58
4. Zelënye volny (Shnaps & Kolya Funk Remix) – 2:42

## Classifiche

### Classifiche settimanali
| Classifica (2019-24) | Posizione massima |
| -------------------- | ----------------- |
| Kazakistan           | 76                |
| Moldavia             | 176               |
| Russia               | 10                |
| Ucraina              | 167               |

### Classifiche di fine anno
| Classifica (2019) | Posizione |
| ----------------- | --------- |
| Russia            | 104       |

### Classifiche di fine decennio
| Classifica (2020-29) | Posizione |
| -------------------- | --------- |
| Kazakistan           | 135       |